# Congresso dei deputati del popolo dell'Unione Sovietica
Il Congresso dei deputati del popolo dell'URSS (in russo Съезд народных депутатов СССР?, S"ezd narodnych deputatov SSSR, abbreviato in СНД СССР, SND SSSR) è stato l'organo superiore del potere statale legislativo in Unione Sovietica tra il 1989 e il 1991. Esso era collocato dalla Costituzione al vertice del sistema dei Soviet.

## Istituzione e composizione
Il Congresso dei deputati del popolo dell'Unione Sovietica fu istituito dal Soviet Supremo dell'URSS attraverso una legge di riforma costituzionale approvata il 1º dicembre 1988. La norma riorganizzava l'assetto istituzionale dell'Unione, ponendo al vertice del sistema il nuovo organismo, a cui veniva assegnato il compito di eleggere il Soviet Supremo e la neoistituita figura del Presidente del Soviet Supremo. La stessa struttura veniva prevista per tutte le singole Repubbliche e le Repubbliche autonome dell'Unione Sovietica.

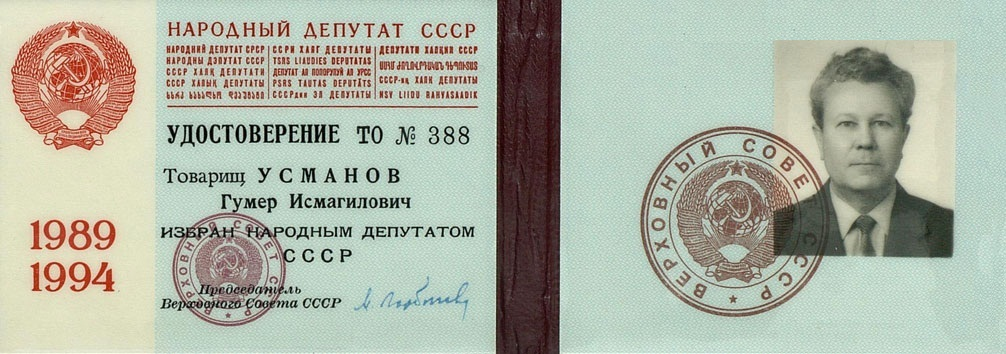
Tesserino di deputato del popolo dell'URSS

La riforma prevedeva che il Congresso fosse composto da 2250 membri, da eleggere attraverso votazioni su base concorrenziale in 750 circoscrizioni territoriali e 750 circoscrizioni nazionali-territoriali che garantivano la rappresentatività di tutte le Repubbliche federate e autonome, le oblast' autonome e le circoscrizioni nazionali, mentre altri 750 posti erano riservati alle organizzazioni sociali.
Di questi ultimi seggi, per legge 100 spettavano al Partito Comunista dell'Unione Sovietica e ai sindacati, 75 al Komsomol, al Comitato delle donne sovietiche e al Soviet dei veterani di guerra e del lavoro, mentre la determinazione dei seggi riservati alle altre organizzazioni sociali fu effettuata dalla Commissione elettorale centrale il 20 dicembre 1988: 100 deputati vennero assegnati alle cooperative (58 deputati al Soviet dei kolchoz, 40 all'Unione dei consumatori, 2 all'Unione dei kolchoz dei pescatori), 75 alle organizzazioni scientifiche (30 all'Accademia delle scienze dell'URSS, 10 ciascuna all'Accademia delle scienze agrarie, all'Accademia delle scienze mediche e all'Unione delle organizzazioni ingegneristiche, 5 ciascuna all'Accademia delle scienze pedagogiche, all'Accademia delle arti e alla Società degli inventori); 75 alle organizzazioni culturali (dieci ciascuna alle Unioni degli architetti, dei giornalisti, degli operatori del cinema, dei compositori, degli scrittori, degli operatori teatrali e degli artisti, cinque all'Unione dei designer); tra le altre organizzazioni furano ripartiti ulteriori 75 seggi.

### Il Soviet Supremo
Il Congresso dei deputati del popolo aveva il compito di eleggere a voto segreto tra i propri membri il Soviet Supremo, trasformato in un'assemblea legislativa e amministrativa permanente; esso aveva un mandato quinquennale ma era sottoposto al rinnovo annuale di un quinto della propria composizione. Il Soviet Supremo continuava ad essere suddiviso in due camere, il Soviet dell'Unione e il Soviet delle Nazionalità, e in entrambe si istituivano commissioni e comitati permanenti formati per metà da membri del Soviet Supremo e per metà da deputati del popolo non facenti parte di quest'ultimo.

## Elezioni
Le elezioni del Congresso dei deputati del popolo dell'URSS si svolsero nei primi mesi del 1989. In una prima fase vennero eletti i 750 membri riservati alle organizzazioni sociali, tra cui i cento membri spettanti al Partito Comunista dell'Unione Sovietica. Le procedure di voto per l'elezione dei 1500 candidati riservati alle circoscrizioni territoriali si svolsero invece il 26 marzo e i risultati furono resi noti dalla Commissione elettorale il 4 aprile. Su 192,6 milioni di aventi diritto, parteciparono 172,8 milioni di elettori. Al primo turno vennero eletti 1958 deputati, dei quali 1716 (87,6%) iscritti al PCUS e 242 (12,4%) indipendenti. Per eleggere i deputati mancanti si procedette a turni di ballottaggio ed elezioni suppletive che si tennero fino al 23 maggio. Nonostante l'ampia maggioranza ottenuta dal PCUS, si registrarono numerose esclusioni eccellenti, che riguardarono ad esempio 32 primi segretari di Comitati regionali del partito su 160. Dal punto di vista della composizione sociale, divennero membri del Congresso esponenti di nuove categorie fino ad allora inesistenti, come i soci delle cooperative e gli affittuari, o escluse, come i membri del clero.

## Convocazioni

### I Congresso
Il I Congresso dei deputati del popolo dell'URSS si riunì dal 25 maggio 1989 per sedici giorni e vide il confronto tra una maggioranza moderata che appoggiava Gorbačëv e una minoranza radicale, che si riunì nel "Gruppo democratico interregionale", i cui esponenti di spicco erano Andrej Sacharov e Boris El'cin; questi ultimi non riuscirono ad accedere al nuovo Soviet Supremo eletto dall'assemblea, ma El'cin fu ripescato a seguito delle dimissioni in suo favore da parte di Aleksej Kazannik. Il Congresso elesse Gorbačëv Presidente del Soviet Supremo. Per la prima volta nella storia dell'URSS, nel Soviet Supremo erano rappresentati pochissimi operai e contadini, mentre per lo più vi vennero eletti scienziati, giornalisti, dirigenti.
Tutte le sessioni furono trasmesse in diretta televisiva e furono seguite con grandissimo interesse dalla cittadinanza; acquisirono in questo modo popolarità vari esponenti politici che successivamente avrebbero avuto ruoli di primo piano nell'ultimo periodo di esistenza dell'Unione Sovietica e nello scenario politico delle nuove Repubbliche indipendenti che ne sarebbero sorte.

### II Congresso
Il II Congresso dei deputati del popolo si svolse dal 2 al 24 dicembre 1989. Fu approvato un programma di riforma presentato dal Primo ministro Ryžkov orientato verso il passaggio all'economia di mercato e fu assegnato al governo l'incarico di definire entro settembre il piano quinquennale 1991-1995. I deputati di opposizione, guidati da El'cin, proposero invece misure più radicali.
Tra gli altri temi affrontati dall'assemblea vi fu la condanna del patto Molotov-Ribbentrop del 1939, che diede una base politica all'uscita dall'URSS delle tre repubbliche baltiche. Il Gruppo interregionale richiese inoltre di mettere all'ordine del giorno l'abrogazione dell'articolo 6 della Costituzione sul ruolo dirigente del PCUS, ma il Congresso respinse la proposta.

### III Congresso
Il III Congresso straordinario dei deputati del popolo si tenne dal 12 al 15 marzo 1990. Durante i suoi lavori venne approvata la legge che istituiva la figura del Presidente dell'Unione Sovietica e venne eletto a tale carica Michail Gorbačëv, mentre Anatolij Luk'janov venne eletto Presidente del Soviet Supremo. Il Congresso deliberò inoltre l'abrogazione dell'articolo VI della Costituzione, sottraendo al PCUS il monopolio del potere politico. L'abrogazione dell'articolo VI e l'istituzione della carica di Presidente dell'URSS furono possibili grazie all'appoggio che si garantirono reciprocamente Gorbačëv e i deputati dell'opposizione del Gruppo interregionale, che poterono così sopravanzare i voti dei conservatori, ostili ad entrambi i provvedimenti.
Il Congresso provvide poi ad istituire due nuove strutture, il Consiglio presidenziale e il Consiglio federale.

### IV Congresso
Il IV Congresso dei deputati del popolo si svolse dal 17 al 27 dicembre 1990 ed approvò un documento sulle linee generali del nuovo Trattato dell'Unione in corso di elaborazione. L'assemblea approvò inoltre una serie di modifiche costituzionali che ampliavano i poteri del Presidente dell'Unione Sovietica, ponevano sotto il suo controllo il governo, trasformato da Consiglio dei ministri a Gabinetto dei ministri, e istituivano il ruolo di vicepresidente dell'URSS, che fu assegnato a Gennadij Janaev. Venne inoltre soppresso il Consiglio presidenziale e vennero potenziate le competenze del Consiglio federale. Fu inoltre istituito il Consiglio di sicurezza dell'Unione Sovietica.

### V Congresso
Il V Congresso straordinario dei deputati del popolo si riunì dal 2 al 5 settembre 1991 e, su proposta del Presidente dell'URSS Michail Gorbačëv, deliberò la sospensione della propria attività e di quella del Soviet Supremo, istituendo un nuovo organismo, il Consiglio di stato dell'Unione Sovietica, di cui facevano parte il Presidente dell'URSS e i leader delle Repubbliche dell'Unione.